# Fugleskræmslet (film fra 1981)
 For alternative betydninger, se Fugleskræmslet. (Se også artikler, som begynder med Fugleskræmslet)
Fugleskræmslet er en dansk kortfilm fra 1981 instrueret af Claus Ploug og efter manuskript af Bent Haller.

## Handling
Et fortættet studie i børns angst for nattens sære univers. Kamille og Malte vågner ved en lyd og ser en mærkelig skygge på væggen i deres værelse. De konfronterer deres far med deres oplevelse, og han fortæller dem historien om dengang, han ved et uheld havnede på en fremmed planet. Her sker der mange forunderlige ting. Men heldigvis hjalp fugleskræmslet ham tilbage til vor egen gode grønne jord.

## Medvirkende
- Ole Ernst